# الوسن
الوسن (به اسپانیایی: Alocén) یک شهرستان در اسپانیا است که در استان گوادالاخارا واقع شده‌است.